# 8. motorizirana strelska divizija (Nationale Volksarmee)
Za druge 8. divizije glejte 8. divizija.
8. motorizirana strelska divizija (izvirno nemško 8. Motorisierte-Schützen-Division) je bila motorizirana divizija v sestavi Nationale Volksarmee, oboroženih sil Nemške demokratične republike.

## Zgodovina
Divizija je bila ustanovljena 30. novembra 1956 s preimenovanjem 8. pehotne divizije. 
Vojna sestava naj bi štela 14.746 vojakov, medtem ko je mirnodobna sestava uradno štela 10.954 pripadnikov; dejansko je divizija imela 10.963 pripadnikov. 
Med opremo in oborožitev divizije je bilo:
- 4 FROG-7 raketometi,
- 214 tankov T-55,
- 137 pehotnih bojnih vozil BMP,
- 271 oklepnih transporterjev,
- 126 artilerijskih kosov in večcevnih raketometov in
- 13 tankov-mostonosilcev.

## Organizacija
- Motorisierte-Schützenregiment 27 Hans Kahle
- Motorisierte-Schützenregiment 28 Wilhelm Florin
- Motorisierte-Schützenregiment 29 Ernst Moritz Arndt
- Panzerregiment 8 Arthur Becker
- Artillerieregiment 8 Erich Mühsam
- Führungsbatterie Chef Raketen/Artillerie 8
- Flak- Raketene Regiment 8 Willi Schröder
- Führungsbatterie Chef Truppenluftabwehr 8
- Raketenabteilung 8 Hermann Schuldt
- Geschosswerferabteilung 8 Mathias Thesen
- Aufklärungsbatallion 8 Otto Moritz
- Pionierbatallion 8 Tudor Vladimirescu
- Panzerjägerabteilung 8 Heinrich Dollwetzel
- Nachrichtenbatallion 8 Kurt Bürger
- Batallion Materielle Sicherstellung 8 Herbert Tschäpe
- Instandsetzungsbatallion 8 Wilhelm Pieck
- Batallion Chemische Abwehr 8 Erich Correns
- Sanitätsbatallion 8 Hans Rodenberg
- Ersatzregiment 8

## Poveljstvo
Poveljnik
- polkovnik Karl Nacke (30. junij 1956 - 31. januar 1959)
- polkovnik Werner Krüger (1. februar 1959 - 31. oktober 1960)
- polkovnik Gerhard Amm (1. november 1960 - 31. december 1962)
- polkovnik Anton Hotzky (1. januar 1963 - 31. avgust 1965)
- polkovnik Nikolaus Klenner (1. september 1965 - 10. avgust 1972)
- polkovnik Günther Malewsky (10. avgust 1972 - 30. september 1976)
- polkovnik Manfred Grätz (1. oktober 1976 - 31. avgust 1978)
- polkovnik Ulrich Berthmann (1. september 1978 - 31. avgust 1982)
- polkovnik Hans Unterdörfel (1. september 1982 - 31. avgust 1986)
- polkovnik Manfred Jonischkies (1. september 1986 - 31. avgust 1990)
- polkovnik Rolf Zander (1. september 1990 - 2. oktober 1990)